# جون أغسطس جاست
جون أغسطس جاست (بالإنجليزية: John Augustus Just)‏ هو كيميائي أمريكي، ولد في 9 يناير 1854، وتوفي في 13 سبتمبر 1908.